# Cerithiopsis tenthrenois
Cerithiopsis tenthrenois là một loài ốc biển, động vật chân bụng trong họ Cerithiopsidae, được tìm thấy ở các vùng biển châu Âu, bao gồm Địa Trung Hải. Nó được Melvill mô tả năm 1896.